# ワルツの夢

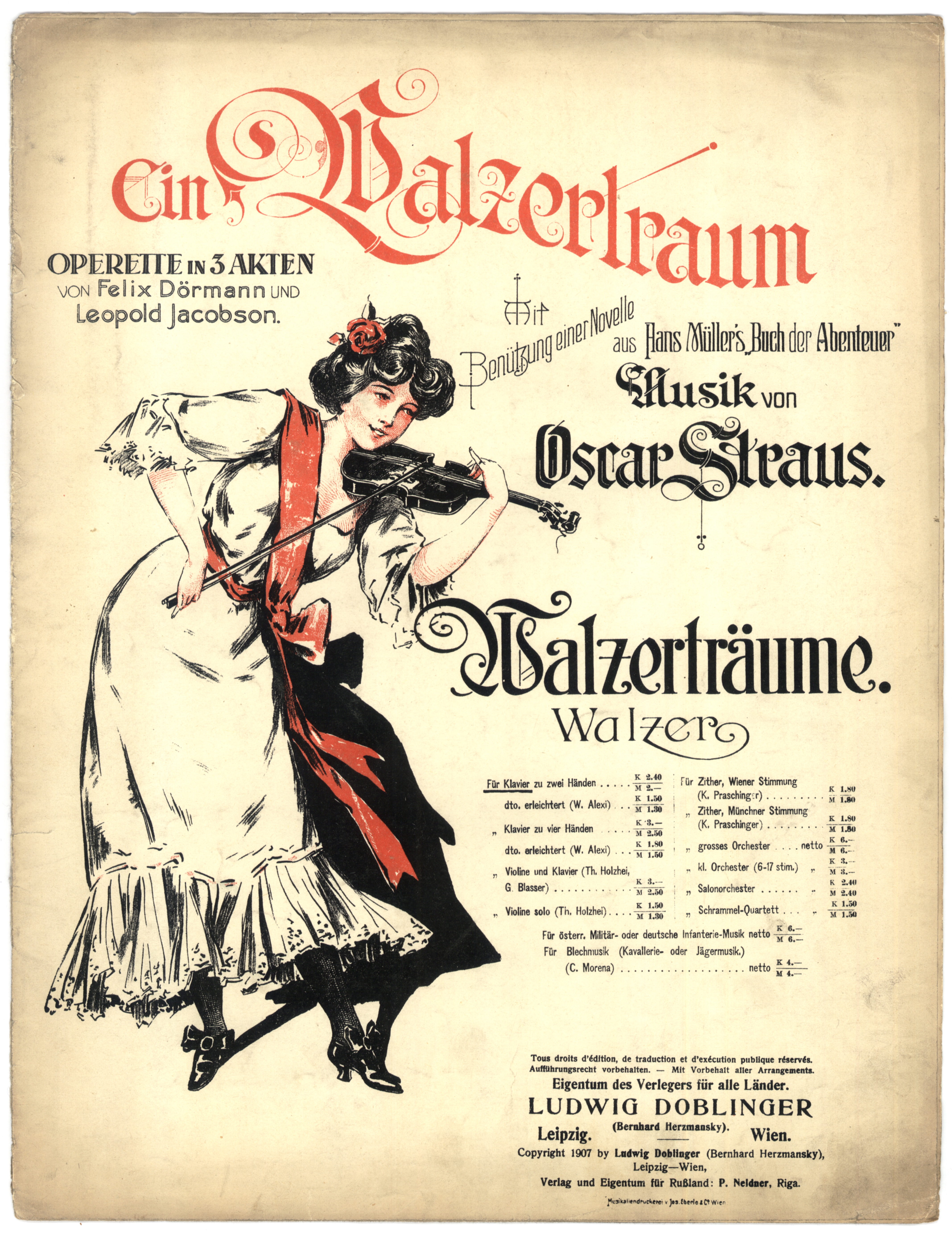
『ワルツの夢』のヒット・ナンバーのピアノ伴奏譜の表紙絵。劇中に登場するダーメン・カペッレ（女性だけの小編成楽団）が描かれている。

『ワルツの夢』（ドイツ語: Ein Walzertraum）は、オスカー・シュトラウスが作曲したオペレッタ。「白銀の時代」を代表するウィンナ・オペレッタのひとつである。

## 概要
世紀末ウィーンの詩人としても辛うじて名を残しているフェリックス・デールマンとレオポルト・ヤコプソンという人物の二人組によって台本が書かれ、1907年3月2日にカール劇場で初演された。
開幕の場面が風変わりであったり、完全なハッピーエンドにはならなかったりと、オペレッタとしてはかなり個性的な展開の台本となっている。ラブコメディではあるが、基本的に恋愛は劇の主題原理とはなっておらず、理想化されたウィーンへの執着という情動が劇全体を支配している。

## 物語
時代設定は現代（1900年代）。物語の舞台は、ウィーンから遠く離れたところにあるらしい「フラウゼントゥルン」という架空の公国。ひょんな成り行きからフラウゼントゥルン公国のヘレーネ公女と結婚することになった、ウィーンの粋な軍人ニキが主人公である。ニキとヘレーネ公女を中心に、かつての軍人仲間のモンチ、侍女頭をはじめとする宮廷人などがからんで劇は進行する。
ニキとヘレーネ公女の結婚式の終了とともに幕が開く。ニキは、田舎の公国での退屈な結婚生活の開始を前にしてためらいを覚え、いつも故郷ウィーンの思い出に耽って浮かない顔をしている。そこへ旅回りのダーメン・カペッレ（女性だけの小編成楽団）が現れ、ニキは女性指揮者フランツィに一目惚れしてしまう。フランツィもニキへの恋心を抱いており、結婚生活は早々に暗礁に乗り上げてしまう。
ニキの心中を察したヘレーネ公女は、このウィーン娘にならって自身とその生活環境を全面的にウィーン風に改め、夫の心を取り戻す。こうして危機は救われ、世継ぎを儲けることが最大の目的であるふたりの夫婦生活が開始される。フランツィはニキへの恋心を断念し、ふたりの幸せを祈りながら演奏旅行の旅を続ける。

## 評価
フランツ・レハールの代表的なオペレッタ『メリー・ウィドウ』に匹敵する成功を収め、20世紀初頭のウィーンの代表的なオペレッタのひとつに数えられている。オペレッタ研究家のベルナルド・グルーンは、このオペレッタを次のように評している。
初演から7年後の1914年、皇位継承者フランツ・フェルディナント大公の暗殺事件を契機に第一次世界大戦が勃発する。1918年にオーストリア＝ハンガリー帝国は崩壊し、『ワルツの夢』で描かれたオーストリアの雰囲気はまさに古き夢物語となってしまうのであった。

## 翻案
エルンスト・ルビッチ監督による1931年の映画『陽気な中尉さん』は本作を原作のひとつとしている。